# Comité des politiques de développement
 (novembre 2017).
Pour les articles homonymes, voir Comité des politiques de développement.
Le Comité des politiques de développement (CDP) est un organe subsidiaire du Conseil économique et social des Nations unies. La tâche du CDP est de fournir des recommandations indépendantes au Conseil sur la manière dont la coopération internationale est menée, comment elle pourrait être améliorée et comment elle affecte les pays bénéficiaires. Le Comité est également chargé de décider quels pays peuvent être considérés comme les Pays les moins avancés (PMA).